# 今野裕之
今野 裕之（こんの ひろゆき、1975年4月18日 - ）は、日本の医師（精神科医）、博士（医学）。新潟県生まれ。

## 研究分野
- 精神医学、抗加齢医学、分子栄養医学

## 研究機関
- 日本大学、順天堂大学

## 略歴
- 2001年 - 日本大学医学部卒業
- 2001年～2002年 - 慶應義塾大学病院 勤務
- 2003年～2006年 - 日本大学医学部附属板橋病院 勤務
- 2006年～2015年 - 薫風会山田病院 勤務
- 2011年～ - 式場病院（非常勤）勤務
- 2012年～ - 医療法人幸和会 美咲クリニック勤務（非常勤）
- 2012年～2015年 - 西東京市役所 精神科産業医 勤務
- 2014年～ - 医療法人回生會 新宿溝口クリニック勤務（非常勤）
- 2016年～ - ブレインケアクリニック院長 就任
- 2018年～ - 一般社団法人 日本ブレインケア・認知症予防研究所 設立

## 資格・役職
- 精神保健指定医
- 日本精神神経学会専門医
- 日本抗加齢医学専門医
- 博士（医学）
- 医療法人幸和会 美咲クリニック　顧問
- MPI Cognition Medical practitioner（リコード法認定医）
- ブレインケアクリニック　院長
- 一般社団法人 日本ブレインケア・認知症予防研究所　所長
- 一般社団法人 予防医療研究協会　理事
- 一般社団法人 ロコモ認知症予防療法協会　顧問
- 一般社団法人 瞳美容研究所　顧問

## 主な著書・監修
- 「老化の分子生物学生物学」『JOHNS』文栄社、2012年、1279-1284頁。
- 「寿命決定の分子メカニズム」『Surgery Frontier』メディカルレビュー社、2012年、176-178頁。
- 「レスベラトロールをサプリメントとして摂ることは勧めない」『アンチエイジング医学』メディカルレビュー社、2012年、259-263頁。ISSN 18801579。
- 「老化遺伝子研究の最前線」『フレグランスジャーナル』フレグランスジャーナル社、2012年、72-77頁。ISSN 02889803。
- 「アンチエイジング総論」『耳鼻咽喉科・頭頸部外科』医学書院、2012年、525-531頁。
- 「少食-少エネルギー摂取と寿命の関係」『からだの科学増刊 これからの人間ドック健診』日本評論社、2012年、140-144頁。ISSN 03030334。
- “et al. Melinjo (Gnetum gnemon L.) Seed Extract Decreases Serum Uric Acid Levels in Nonobese Japanese Males: A Randomized Controlled Study”. Evid Based Complement Alternat Med. (2013). ISSN 1741427X
- 「認知症と食事・栄養」『Medical Practice』文光堂、2014年、1091-1095頁。
- 「認知症（アルツハイマー病など）」『臨床栄養実践ガイド = Clinical Nutrition Practice Guide』中外医学社、2014年、227-231頁。ISBN 9784498070004。
- 「老化関連遺伝子」『老化の生物学 : その分子メカニズムから寿命延長まで』化学同人、2014年、136-146頁。ISBN 9784759815139。
- 今野裕之、溝口徹 監修 編『「なんとなく落ち込んだ気分」を和らげる食べ方　落ち込む原因は脳の栄養不足にあった！』笠倉出版社、2016年。ISBN 9784773057737。
- 今野裕之 監修 編『「糖質オフで太らない真夜中つまみ : たんぱく質をしっかり食べれば二日酔い防止にも』主婦の友社、2018年。ISBN 9784074291922。